# Gabinete de Guerra Imperial

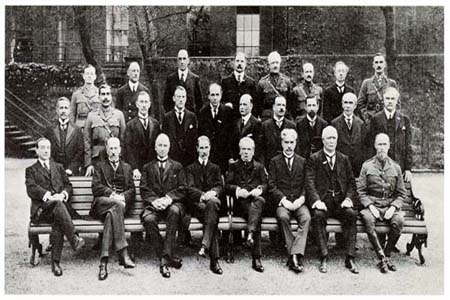
El Gabinete de Guerra Imperial en 1917.

El Gabinete de Guerra Imperial (en inglés: Imperial War Cabinet, IWC) fue creado por el primer ministro británico David Lloyd George en la primavera boreal de 1917 como un medio de coordinar la política militar del Imperio británico durante la Primera Guerra Mundial. El cuerpo se reunió entre 1917 y 1918 y estaba integrado por Lloyd George, el primer ministro de Canadá Robert Borden, el primer ministro de Sudáfrica Louis Botha y Jan Smuts de Sudáfrica, el primer ministro Billy Hughes de Australia, el primer ministro de Nueva Zelanda William Massey, el ministro de Estado para la India y otros ministros principales de Gran Bretaña y los dominios.
En 1917 la Conferencia de Guerra Imperial aprobó una resolución en cuanto a celebrar una futura Conferencia Imperial especial para reajustar las relaciones de las partes componentes del Imperio. El reajuste debería estar basado sobre el reconocimiento pleno de los dominios como naciones autónomas de una Comunidad Británica de Naciones Imperial, "con una voz adecuada" en la política exterior.
Winston Churchill reanimó el Gabinete de Guerra Imperial durante la Segunda Guerra Mundial ante la insistencia del primer ministro de Australia John Curtin. El primer ministro canadiense William Lyon Mackenzie King declinó unirse al cuerpo y toda vez que Churchill no era un entusiasta sobre compartir el poder con los dominios, el papel del Gabinete de Guerra Imperial en la Segunda Guerra Mundial fue enormemente menor en comparación con el de la guerra anterior.